# 共同テレビジョン
株式会社共同テレビジョン（きょうどうテレビジョン、英: KYODO TELEVISION, LTD.）は、日本の総合映像プロダクション。フジサンケイグループの一員で、フジ・メディア・ホールディングスの連結子会社。
映像制作・技術制作の双方を手掛けており、フジサンケイグループ・フジテレビ系列の内外を問わず、幅広い放送事業者・配信事業者の番組を手掛けている。多種多様なイベント制作も手掛けている。
通称は『共同テレビ』で、対外的な略称・愛称として『共テレ』を用いている。

## 概要
1958年7月に共同通信社を中心に、フジテレビジョン、東海テレビ放送、関西テレビ放送、日本教育テレビ（NETテレビ、現：テレビ朝日）、中部日本新聞社（現：中日新聞社）などの出資により、ニュース映像の配信を目的とする「株式会社共同テレビジョンニュース」として設立。当初の計画では、共同テレニュース社が「共同テレニュース」を制作し、出資各社が購入の上で放送することが予定されていた。
同年8月、フジテレビ社長の水野成夫が産業経済新聞社（産経新聞社）の社長に就任し、フジテレビと産経新聞社、フジテレビと関西テレビの連携体制が確立する。これらはフジサンケイグループ、フジネットワークへとそれぞれ発展する。こうした動きを受けて、まもなくNETテレビは共同テレニュース社から脱退し、朝日新聞社、東映が設立した朝日テレビニュース社に移行した。
1960年、共同通信社、静岡新聞社、西日本新聞社が資本を引き揚げ、フジテレビの子会社となった。1966年にフジニュースネットワーク（FNN）が発足する。1967年9月には共同テレニュース社の報道部門をフジテレビ報道局に移管し、フジサンケイグループに属するテレビ番組制作会社となった。1970年、商号を「株式会社共同テレビジョン」に変更した。
現在はフジネットワーク（FNS）系列局に限らず、日本放送協会（NHK）、テレビ朝日、TBSテレビ、テレビ東京など他系列の放送事業者、Netflix、Amazon Prime Video、ABEMAなどの配信事業者からドラマ・バラエティ番組を多数受注しており、圧倒的な実績を有している。
共同テレビの名の下に働いているが、共同テレビジョン本体の従業員と、子会社のベイシス（旧・共同スタッフ/制作スタッフ）、共同エディット（技術スタッフ）からの派遣社員の二重構造となっている。
1985年10月頃、フジテレビ『月曜ドラマランド』『意地悪ばあさん』などテレパックが制作していた作品が共同テレビジョンに変更され、一部スタッフが移籍した。以降、フジテレビなどの連続ドラマ・スぺシャルドラマの制作に大きく関与している。
2019年7月、4K解像度対応の中継車「KR-supreme」（ベース車両は日野自動車のプロフィア）が納車され、運用開始。この車両には両サイドには「KYODO TELEVISION（フジサンケイグループ統一書体） KR-supreme」と表記されているが、リアには「共テレ（ロゴ） KR-supreme」と表記されている。
かつてはフリーアナウンサーのマネジメントおよび契約社員アナウンサーの派遣も行っていた。アナウンサーのマネジメント業務の一部は、2008年10月30日にフジテレビおよびセント・フォースと共同で設立したフォニックスに移管。一方で、共同テレビ自体は遅くとも2014年9月まで同業務（事業開発部 → マネージメント室）を継続していた。

### ロゴ・クレジットについて
フジサンケイグループ、FNS系列局以外での事業を拡大していることを踏まえ、2018年10月に独自ロゴ「共テレ」を制定した。以降、クレジットで用いられている。

#### 表記スタイル一覧
- 同一意匠の独自ロゴ - 共テレ、ベイシス

長方形内にその文字が入ったロゴがクレジットされるのが基本。ただし、『孤独のグルメ』のように
| 制作協力 | 共テレ             |
| 製作著作 | TV TOKYO（ナナナ） |
と長方形無しでクレジットされるケースもある。
- フジサンケイグループ統一書体 - 共同テレビジョン（正式ロゴ）
  - 目玉マーク - 共同エディット、バンエイト
- 別意匠の独自ロゴ - フォニックス

同年9月までは目玉マークをロゴマークとしており、同じフジサンケイグループ企業であるフジテレビの制作番組に限り
| 制作 | （目玉マーク） | フジテレビ |
| 制作 | （目玉マーク） | 共同テレビ |

や
| 制作協力 | （目玉マーク） | 共同テレビ |
| 制作著作 | （目玉マーク） | フジテレビ |

等と目玉マークを重ねるようにクレジットされていた。ただし必ずしもこの通りクレジットされるとは限らず、『F2スマイル』のように
| 制作協力 | （目玉マーク）共同テレビ |

等と単独でクレジットされるケースもあった。
「共テレ」ロゴ制定に伴い、フジテレビを含む全ての番組で目玉マークの使用と正式ロゴによるクレジットも廃止されており、フジテレビの制作番組では
| 制作     | （目玉マーク）フジテレビ |
| 制作著作 | 共テレ                   |

や
| 制作著作 | （目玉マーク）フジテレビ |
| 制作協力 | 共テレ                   |

や
| 制作協力 | 共テレ                         |
| 制作著作 | （目玉マーク）フジテレビジョン |

等と目玉マークは原則としてフジテレビにのみクレジットされている。ただし、『国分太一のおさんぽジャパン』→『国分太一のお気楽さんぽ - Happy Go Lucky -』→『国分太一の気ままにさんぽ』ではミニ番組である都合と上記の名残もあり、「共テレ」ロゴ制定・目玉マーク廃止後も
| 制作協力 | （目玉マーク） | 共テレ     |
| 制作著作 | （目玉マーク） | フジテレビ |

とクレジットされている。
FNSの地方局や同系列外の番組では以前より正式ロゴだけクレジットされていたため、それを「共テレ」ロゴに変更しただけで済んだ。しかし関西テレビとの共同制作番組では元々
| 制作 | 関西テレビ |
| 制作 | 共同テレビ |

等と語呂を意識したかのようなクレジットがされていた中、2015年3月30日に関西テレビが自社のクレジットを「関西テレビ」から「8 カンテレ」に変更したことで、火10時代の『HEAT』1作品に限り
| 制作     | 8 カンテレ |
| 制作著作 | 共同テレビ |

とクレジットされた。その後の火9ドラマでは「共テレ」ロゴ制定まで共同制作の実績が無かったために、初共同制作の『後妻業』より
| 制作 | 8 カンテレ |
| 制作 | 共テレ     |

と、更に語呂を意識したかのようなクレジットがされるようになり、現在に至る。
2021年以降は特にフジテレビや関西テレビのテレビドラマ等の番宣ポスターにて、
| 制作 | フジテレビ | 制作著作 | 共テレ |

や
| 制作 | カンテレ | 共テレ |

等と制作局でさえ他のスタッフと同じフォント（プレーンテキスト）でのクレジット（局ロゴは別途配置）にもかかわらず共同テレビだけは「共テレ」ロゴがクレジットされるケースが増えている。一方、TBSテレビの場合は番宣ポスターの製作クレジットでも「TBS」ロゴのため
| 製作 | 共テレ | TBS |

と両社ともロゴでクレジットされる。
『人生最高レストラン』（TBSテレビ）等、共同テレビではなくベイシスが直接受注している番組では「ベイシス」ロゴがクレジットされる。また、『チコちゃんに叱られる!』等のNHKで放送される番組では「共同テレビジョン」「ベイシス」共にプレーンテキストでクレジットされる。

### 分室所在地
本社にはベイシスとフォニックスも同居。
フジテレビジョン分室（分室1）
〒137-8088 東京都港区台場2丁目4番8号 フジテレビジョン内
ダイバーシティ東京分室（分室2）
〒135-0064 東京都江東区青海1-1-20 ダイバーシティ東京 オフィスタワー
共同エディットとバンエイトも同居。

## 第1制作部（旧ドラマ部）
1986年8月1日にテレビドラマ制作専門部署として、テレパックから移籍した制作スタッフを中心に業務を開始。
（凡例）太字：現在放映中の連続ドラマおよび継続中のスペシャルドラマまたはこれからの連続・スペシャルドラマ、特に記述がないのはフジテレビ

### スタッフ
『』は担当した主な作品

#### プロデューサー
- 栗原美和子 執行役員、制作センター第1制作部長（フジテレビ→LaLa TV→）
- 高丸雅隆
- 柳川由起子（フリー→所属：ベイシス）：『木曜ドラマ・交渉人〜THE NEGOTIATOR〜』
- 森安彩（所属：ベイシス）：『ダンドリ。〜Dance☆Drill〜』『花ざかりの君たちへ〜イケメン♂パラダイス〜』
- 永井麗子（所属：ベイシス）：『Ns'あおい』『ダンドリ。〜Dance☆Drill〜』『暴れん坊ママ』
- 橋本芙美：『メイちゃんの執事』『フリーター、家を買う。』『マルモのおきて』
- 貸川聡子：『絶対零度〜特殊犯罪潜入捜査〜』

#### 監督
『』はメインで担当した主な作品
- 河野圭太（フリー→ベイシス→制作センター 第1制作・権利開発・制作調整担当常務取締役）：『古畑任三郎』『TEAM』『マルモのおきて』映画『子ぎつねヘレン』
- 佐藤祐市（ベイシス→執行役員、制作センター第1制作部ゼネラルプロデューサー）：『ウォーターボーイズ』『アテンションプリーズ』『シバトラ〜童顔刑事・柴田竹虎〜』映画『キサラギ』
- 光野道夫（フジテレビ→）：『美しき罠～残花繚乱～』
- 土方政人（ベイシス→）：『ナオミ』『絶対彼氏。』『ジョーカー 許されざる捜査官』映画『謎解きはディナーのあとで』
- 星護：部長待遇ゼネラルディレクター『じゃじゃ馬ならし』『いいひと。』『僕の生きる道』　映画『笑の大学』
- 木下高男（フリー→所属・ベイシス）：『彼女たちの結婚』『ハッピーマニア』『ハコイリムスメ!』『めだか』
- 村上正典：『今週、妻が浮気します』『1リットルの涙』『絶対零度 〜未解決事件特命捜査〜』　映画『電車男』
- 小林義則：専任副部長『アンフェア』『ダンドリ。』『モンスターペアレント』　映画『きな子〜見習い警察犬の物語〜』
- 植田泰史：『ワンダフルライフ』『キミ犯人じゃないよね?』
- 城宝秀則（NHK→）：『すべてがFになる』
- 都築淳一（所属・ベイシス）：『史上最悪のデート』『快感職人』『カラマーゾフの兄弟』『ママとパパが生きる理由。』
- 石川淳一（所属・ベイシス）：『メイちゃんの執事』『泣かないと決めた日』『リーガル・ハイ』映画『エイプリルフールズ』
- 岩田和行（所属・ベイシス）：『ダンドリ娘』『嬢王 Virgin』『絶対零度〜特殊犯罪潜入捜査〜』『家族のうた』
- 松木創
- 木村真人

## 第2制作部（旧情報・バラエティ部）
（特に記述がないのはフジテレビ）

## 第3制作部（旧事業開発部・メディアプロモーション部が合併）

### スタッフ

#### プロデューサー
- 西山仁紫（フジテレビ→）
- 大林龍彦
- 神崎茂
- 吉見健士（ベイシス→）
- 関卓也（フジテレビ→）
- 佃敏史
- 正垣吉朗（イースト→）
- 鈴木健三（元東海テレビ、プロレスラー）『前へ　明大ラグビー部のキセキ』[4][5]
- 佐々木豪
- 波多野拳太郎
- 竹内康人

#### ディレクター
- 木島孝
- 井川尊史
- 大島健志
- 長原竜也
- 長山孝太郎
- 菱田啓介

## 制作技術部
（凡例）太字：現在放映中の番組および継続中の特別番組またはこれからの番組、特に記述がないのはフジテレビ

## 映像制作部（旧：取材技術部→映像取材部）

### テレビ
（凡例）太字：現在放映中の番組および継続中の特別番組またはこれからの番組、特に記述がないのはフジテレビと共同テレビ

## 共同テレビ出身の人物

### プロデューサー
- 岡田太郎（文化放送→フジテレビディレクター→共同テレビ社長・会長・相談役を歴任後引退）[6]
- 大黒章弘
- 中山和記（テレパック→共同テレビ→株式会社バンエイト代表取締役社長→株式会社バンエイト取締役相談役）
- 関口静夫（テレパック→共同テレビ常務取締役→非常勤顧問→フジクリエイティブコーポレーションエグゼクティブプロデューサー）
- 塩沢浩二（フジテレビ（女子高生へのわいせつ行為により懲戒解雇）→現在：映像プロデューサー・監督。塩澤浩二名義）
- 東海林秀文（フジテレビ→）
- 森谷雄（株式会社アットムービー 代表取締役社長）
- 加藤正俊（2001年、日本テレビに移籍→在職中の2022年8月死去[7]）
- 黒田徹也（現：テレビ朝日プロデューサー）
- 木村元子（読売テレビ→デジタルハリウッド・エンタテインメント株式会社 代表取締役副社長→現在：ドリームプラス株式会社 代表取締役社長）
- 服部嘉和（現：鹿島アントラーズ広報）
- 船津浩一（テレパック→ベイシス→テレビ朝日に移籍）
- 守屋圭一郎（→ロボット映画部に移籍）
- 土屋健（フジテレビ→共同テレビに出向→フジテレビ）
- 下重聡（共同テレビ→(株)ゾディアック代表取締役）
- 古郡真也（オズ・エンターテイメント→共同テレビに出向→FILM LLP）
- 川上一夫（ベイシス→ジニアスに移籍）
- 稲田秀樹（ライトビジョン→テレビ東京に移籍)
- 後藤庸介
- 小松純也（フジテレビ→共同テレビ→2019年に独立し、株式会社スチールヘッド代表取締役。独立後も法人として共同テレビの番組の制作に携わる）
- 高橋萬彦（藤本萬彦）（テレパック→共同テレビ 常務取締役　権利開発室長、兼ドラマ部・映画製作部担当→退任）
- 小椋久雄　執行役員兼ドラマ部長→退任

### 監督
- 福本義人（テレパック→共同テレビ→定年退職→東京工芸大学教授→映像テクノアカデミア講師→ファインエンターテイメント→フリー）
- 若松節朗（テレパック→共同テレビ→フリー）
- 藤田明二（テレパック→共同テレビ→テレビ朝日に移籍、映画監督）
- 松田秀知（フジテレビ契約ディレクター→共同テレビ→大阪芸術大学教授→2021年9月死去[8]）
- 鈴木雅之（リバース企画→ベイシス→フジテレビドラマ制作センターに移籍・ドラマ、映画監督）
- 西谷弘（フジテレビドラマ制作センターに移籍・ドラマ、映画監督）
- 本広克行（ベイシス→フリー→ロボット映画部→Production I.Gに移籍。ドラマ・映画監督、プロデューサー）
- 平野眞（フジテレビドラマ制作センターに移籍・ドラマ監督）
- 落合正幸（映画監督）
- 髙橋伸之（ベイシス→テレビ朝日に移籍・ドラマ監督→現在はバラエティ担当のプロデューサー）
- 村谷嘉則（フリー→共同テレビ→フリー・映画監督）
- 佐藤源太（共同テレビ在籍中2018年に死去）

### アナウンサーほか
アナウンサー関係の業務は、基本的に専門部署（事業開発部 → マネージメント室）を設けて一括して行っていた。やはりフジネットワーク系列社出身者が多かった。配列は50音順とした。

#### タレント・マネージメント契約者
（元職）内に肩書が無いものはその局のアナウンサーだった者である。☆はフォニックスに移籍
フジネットワーク系列社出身
- 野間脩平（元フジテレビ）
- 相川梨絵（2000年4月 - 2006年6月社員アナウンサー）
- 安藤幸代（2000年4月 - 2008年1月社員アナウンサー、現在はセント・フォース）
- 大橋マキ（元フジテレビ）
- 岡田友香☆（元仙台放送）
- 小島奈津子☆（元フジテレビ）
- 城ヶ崎祐子☆（元フジテレビ）
- 菅原美千子（元仙台放送、現在はグリーンメディア）
- 住友真世（元福島テレビ）
- 関戸めぐみ（元フジテレビ） - ルージュと重複所属
- 滝川クリステル☆（2000年4月 - 2008年10月社員アナウンサー、2003年までフジテレビに研修出向、その後も同局と専属契約）
- 筒井櫻子（元フジテレビ、現在はエフロード）
- 富永美樹（元フジテレビ、現在はスターダストプロモーション）
- 濱田典子（元フジテレビ）
- 藤城真木子（元テレビ西日本）
- 松田朋恵（元フジテレビ）
- 八木亜希子☆（元フジテレビ）

系列外の出身者
- 伊賀透浩（2005年4月 - 10月フリーアナウンサーとして在籍→のちテレビ長崎アナウンサー→宮崎放送報道部ニュースデスク→同局アナウンス部長）
- 石田紗英子（元ウェザーニューズキャスター、現在はレプロエンタテインメント）
- 迫文代（元テレビ朝日、現在はライトハウス）
- 田崎日加理（元九州朝日放送、現在はオールウェーブ・アソシエツ）
- 南波糸江（その後生島企画室に移籍したが、現在は退社）
- 水口美希（元NHK徳島・京都契約ほか、現在はオフィスキイワード）

#### 講演活動におけるマネジメント
- 前田忠明（芸能レポーター　フジテレビ「とくダネ!」など芸能デスク）
- 東海林のり子（元ニッポン放送アナウンサー）

#### マネージメント協力
- 有賀さつき（元フジテレビ）
- 近藤サト（元フジテレビ）
- 中村江里子（元フジテレビ）
- 三遊亭歌橘 (3代目) - 2011年1月1日より数年間所属